# Amaurobius scopolii
Espèce
Amaurobius scopolii est une espèce d'araignées aranéomorphes de la famille des Amaurobiidae.

## Distribution
Cette espèce se rencontre en Italie au Piémont, en Ligurie, en Lombardie et en Émilie-Romagne et en France dans les Alpes-Maritimes,.

## Description
Les mâles mesurent de 9,5 à 10,2 mm et les femelles de 10,52 à 12,2 mm.

## Publication originale
- Thorell, 1871 : Remarks on synonyms of European spiders. Part II. Uppsala, p. 97-228 (texte intégral).